# 小行星3394
小行星3394（3394 Banno）是一颗绕太阳运转的小行星，为主小行星带小行星。该小行星于1986年2月16日发现。

## 轨道参数
小行星3394的轨道半长轴为2.3176611 UA，离心率为0.196。